# Bój pod Hulowcami

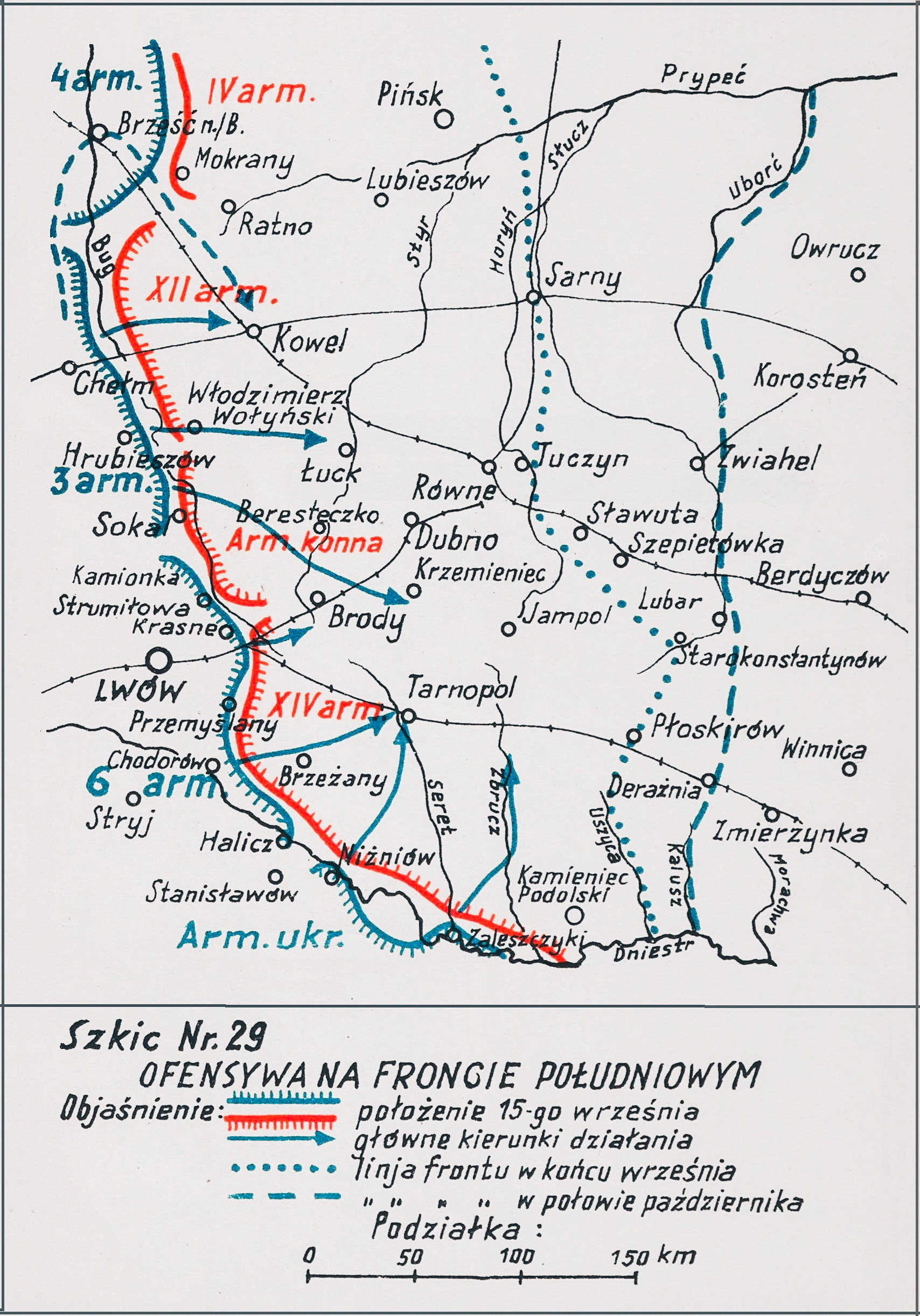
Adam Przybylski,
Wojna Polska 1918–1921

Bój pod Hulowcami – część wielkiej bitwy wołyńsko-podolskiej; walki polskiego 36 pułku piechoty Legii Akademickiej mjr. Kazimierza Sawickiego z oddziałami sowieckiej 70 Brygady Strzelców czasie ofensywy jesiennej wojsk polskich na Ukrainie w okresie wojny polsko-bolszewickiej.

## Geneza
2 września, jeszcze w czasie walk pod Zamościem, Naczelne Dowództwo Wojska Polskiego zdecydowało, iż 3. i 6 Armia, po stosownym przegrupowaniu, około 10 września podejmą większą akcję zaczepną w kierunku wschodnim celem „nie tylko odrzucenia nieprzyjaciela poza granice Małopolski, lecz także rozbicia i zdezorganizowania jego sił tak, aby później można było utrzymać front przy użyciu słabych sił własnych". 15 września 6 Armia przystąpiła do ofensywy. Pod nowym dowództwem gen. Stanisława Hallera oddziały polskiej armii uzyskały powodzenie operacyjne, a po trzech dniach walk sowiecka 14 Armia komarma Michaiła Wasilewicza Mołkoczanowa rozpoczęła pospieszny odwrót. Wojska centrum i prawego skrzydła 6 Armii prowadziły pościg na Tarnopol, Jampol i Zasław, gdzie zamierzano przeciąć odwrót sowieckim 24. i 47 Dywizji Strzelców z 12 Armii Nikołaja Kuźmina.

## Walczące wojska
| Jednostka                         | Dowódca                         | Podporządkowanie     |
| Wojsko Polskie                    |                                 |                      |
| dowództwo 8 Dywizji Piechoty      | gen. Stanisław Burhardt-Bukacki | 6 Armia              |
| ⇒ dowództwo 36 pułku piechoty     | mjr Kazimierz Sawicki           | 8 Dywizja Piechoty   |
| → OR 36 pp (1 i 2 kompania)       | por. Stefan Loth                | 36 pułk piechoty     |
| Armia Czerwona                    |                                 |                      |
| dowództwo 24 Dywizji Strzelców    | komdyw. Kozyriew                | 12 Armia             |
| ⇒ 70 Brygada Strzelców            |                                 | 24 Dywizja Strzelców |
| → 208., 209., 210 pułki strzelców |                                 | 70 Brygada Strzelców |

## Walki pod Hulowcami
36 pułk piechoty Legii Akademickiej mjr. Kazimierza Sawickiego, wchodzący w skład 8 Dywizji Piechoty gen. Stanisława Burhardta-Bukackiego, maszerował wzdłuż Horynia i 21 września osiągnął Lachowce. Tu dowódca pułku zorganizował oddział rozpoznawczy w sile około 80 żołnierzy z 1 i 2 kompanii pod dowództwem por. Stefana Lotha. Wyposażony w podwody, oddział wyruszył nad Horyń w kierunku na Zasław w celu rozpoznania przepraw. Około południa 22 września kompanie zajęły Zacisze. Wysłane patrole stwierdziły, że pod Hulowcami przeprawiają się przez Horyń sowieckie tabory. Dowódca oddziału rozpoznawczego zdecydował się na wypad. W Zaciszu, celem osłony odwrotu, pozostawił 2 kompanię por. Neugebauera, a sam z 1 kompanią zaatakował przeprawę. Po krótkiej walce zdobyto tabory, a ich obsługę rozproszono. Powracającą  z wypadu polską kompanię zaatakowała zmierzająca ku przeprawie sowiecka 70 Brygada Strzelców z 24 DS. Co prawda do walki włączyła się 2 kompania ze stanowisk pod Zaciszem, ale i ona została zaatakowana przez batalion z 70 BS. Sytuacją obu polskich kompanii stawała się krytyczna. Wtedy niewielki patrol z 1 kompanii pod dowództwem podchorążego Jana Kończaka i sierżanta Stanisława Glenia przedarł się lasem na tyły sowieckich wojsk i w zapadającym zmroku obrzucił je granatami. Sowieci, przekonani o wyjściu na ich tyły znacznych sił polskich, rozpoczęli bezładną strzelaninę, a część kolumny rzuciła się do ucieczki. Wykorzystując zamieszanie, por. Loth poprowadził 1 kompanię do ataku, a jednocześnie na skrzydło przeciwnika uderzyła 2 kompania. Zdezorientowani czerwonoarmiści rzucili broń i rozbiegli się. Tylko niewielkie grupy żołnierzy w zwartym szyku wycofały się do lasów za rzekę Trościankę.

## Bilans walk
Bitwa zakończyła się pogromem 70 Brygady Strzelców. Straty polskie to jeden ranny; sowieckie: kilkudziesięciu zabitych i rannych oraz 823 jeńców. 